# Kulbinowate
Kulbinowate, orłoryby, scjeny (Sciaenidae) – rodzina ryb okoniokształtnych.

## Występowanie
Wody oceaniczne, słodkie i słonawe.

## Cechy charakterystyczne
- długa, dwuczęściowa płetwa grzbietowa z głębokim wycięciem pomiędzy częścią pierwszą (z kolcami), a drugą (z pierwszym promieniem twardym i pozostałymi promieniami miękkimi)
- pęcherz pławny niektórych gatunków tworzy rodzaj pudła rezonansowego zdolnego do wytwarzania dźwięków
- żywią się bezkręgowcami i małymi rybami

## Znaczenie gospodarcze
Cenione ryby konsumpcyjne.

## Klasyfikacja
Rodzaje zaliczane do tej rodziny:
Aplodinotus – Argyrosomus – Aspericorvina – Atractoscion – Atrobucca – Austronibea – Bahaba – Bairdiella – Boesemania – Cheilotrema – Chrysochir – Cilus – Collichthys – Corvula – Ctenosciaena – Cynoscion – Daysciaena – Dendrophysa – Elattarchus – Equetus – Genyonemus – Isopisthus – Johnius – Kathala – Larimichthys – Larimus – Leiostomus – Lonchurus – Macrodon – Macrospinosa – Megalonibea – Menticirrhus – Micropogonias – Miichthys – Miracorvina – Nebris – Nibea – Odontoscion – Ophioscion – Otolithes – Otolithoides – Pachypops – Pachyurus – Panna – Paralonchurus – Paranebris – Paranibea – Pareques – Pennahia – Pentheroscion – Petilipinnis – Plagioscion – Pogonias – Protonibea – Protosciaena – 
Pseudotolithus – Pteroscion – Pterotolithus – Roncador – Sciaena – Sciaenops – Seriphus – Sonorolux – Stellifer – Totoaba – Umbrina